# Skytraders
Skytraders — австралийская авиакомпания, штаб-квартира которой находится в Аэропорту Мельбурн-Тулламарин (Австралия). Компания была основана в 1979 году и сначала в основном занималась грузовыми перевозками. В последние годы она в основном занимается чартерными перевозками, в том числе связанными с поддержкой австралийской программы исследования Антарктики.

## Операционная деятельность

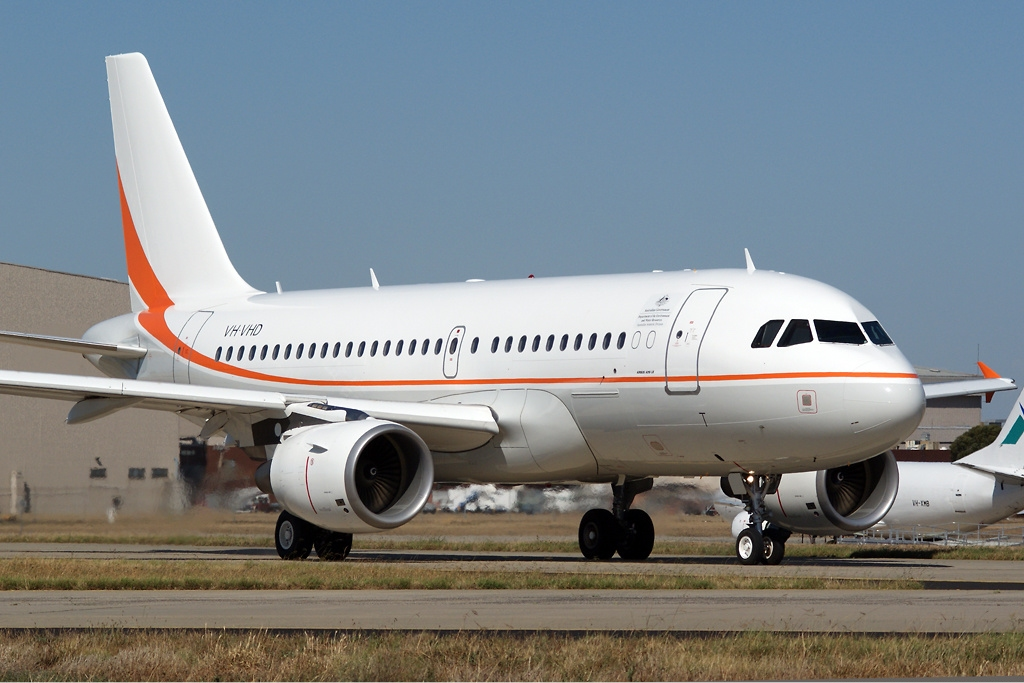
Самолёт Airbus A319 компании Skytraders в аэропорту Мельбурна

У компании нет регулярных пассажирских авиарейсов. Авиакомпания Skytraders занимается авиаперевозками на австралийскую антарктическую станцию Кейси (Casey Station), связанными с научной программой Австралийского антарктического отдела (Australian Antarctic Division). В летний период осуществляется один рейс в неделю из Международного аэропорта Хобарта к аэродрому Уилкинс в Антарктике, находящемуся примерно в 65 км от станции Кейси. Самолёт компании Skytraders также осуществил рейс к итальянской антарктической станции Дзуккелли.
Кроме этого, авиакомпания Skytraders осуществляет и другие чартерные рейсы.

## Воздушный флот

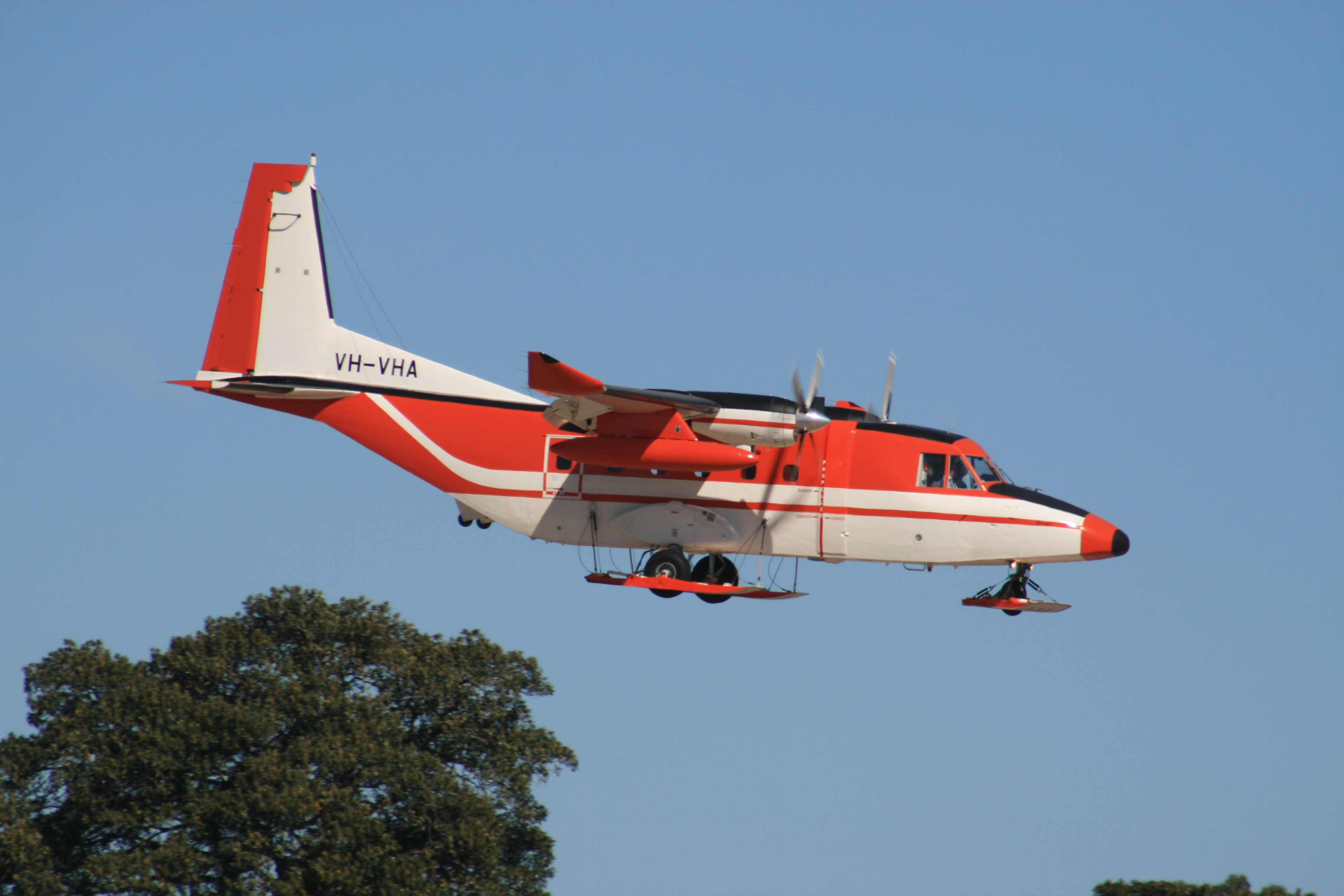
Самолёт CASA 212 компании Skytraders приземляется в аэропорту Сиднея

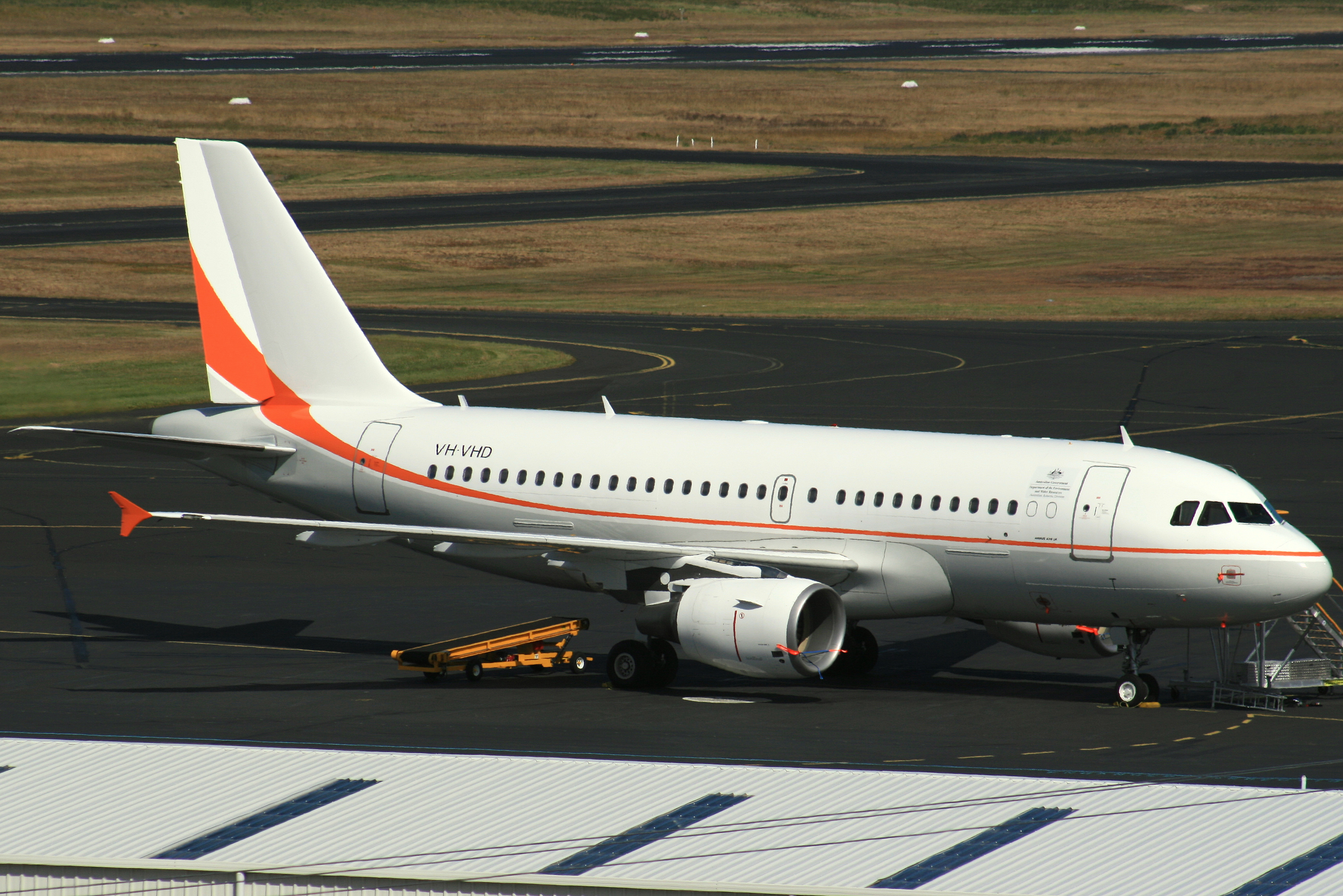
Самолёт Airbus A319 компании Skytraders в аэропорту Хобарта

По состоянию на февраль 2015 года воздушный флот авиакомпании Skytraders составляли следующие самолёты:
Самолёт Airbus A319 CJ (corporate jet — корпоративный самолёт) LR (long range — дальнего радиуса действия) может переключаться между тремя конфигурациями: 48 мест (бизнес-класс) или 28 мест (бизнес-класс) + 54 места (экономкласс) или 120 мест (экономкласс).
Самолёт CASA 212-400 может перевозить до 15 пассажиров, но обычно перевозит 5 пассажиров и грузы.